# Opigena nigrofulva
Opigena nigrofulva är en fjärilsart som beskrevs av Eugen Johann Christoph Esper 1788. Opigena nigrofulva ingår i släktet Opigena och familjen nattflyn. Inga underarter finns listade i Catalogue of Life.